# Чулухадзе, Ион Амберкиевич
Ион Амберкиевич Чулухадзе (1919 год, Шорапанский уезд, Кутаисская губерния, Российская империя — дата смерти неизвестна, Зестафонский район, Грузинская ССР) — бригадир колхоза имени Берия Зестафонского района, Грузинская ССР. Герой Социалистического Труда (1949).

## Биография
Родился в 1919 году в крестьянской семье в одном из сельских населённых пунктов Шорапанского уезда (сегодня — Зестафонский муниципалитет). Окончил местную сельскую школу. Трудился в сельском хозяйстве. С 1941 года — на фронтах Великой Отечественной войне. Воевал командиром отделения в составе 660-го стрелкового полка 406-й стрелковой дивизии. После демобилизации возвратился на родину.
Трудился бригадиром в колхозе имени Берия Зестафонского района. В 1948 году звено под его руководством собрало в среднем с каждого гектара по 80,3 центнера винограда шампанских вин на участке площадью 10 гектаров. Указом Президиума Верховного Совета СССР от 9 августа 1949 года удостоен звания Героя Социалистического Труда за «получение высоких урожаев винограда в 1948 году» с вручением ордена Ленина и золотой медали «Серп и Молот».
Этим же Указом званием Героя Социалистического Труда были также награждены труженики колхоза имени Берия звеньевые Семён Антонович Небиеридзе, Георгий Фомич Бакурадзе и Георгий Васильевич Цивцивадзе.
В 1979 году вышел на пенсию. Персональный пенсионер союзного значения. Проживал в Зестафонском районе. Дата смерти неизвестна.